# Anton Janscha
Anton Janscha oder auch Anton Janša (* 20. Mai 1734 in Greznica; † 13. September 1773 in Wien) war ein slowenischer Hofimkermeister von Maria Theresia. Er war Erfinder der ersten Zargenbetriebsweise, Leiter und Dozent der Schule zur Förderung der Bienenzucht sowie Verfasser zahlreicher Monografien über Bienenzucht und Imkerei.

## Frühe Jahre
Aus den Tagen seiner Kindheit und Jugend ist bekannt, dass sich Anton Janscha schon recht früh für die Imkerei begeistert hat und an den väterlichen Bienenständen mitgeholfen haben soll. Im Jahre 1766 absolvierte er mit seinen Brüdern, Lorenz und Valentin, an der K & K Akademie der bildenden Künste in Wien eine dreijährige Ausbildung zum Kupferstecher.

## Berufung als Dozent an den kaiserlichen Hof
1769 ordnete Kaiserin Maria Theresia die Errichtung einer Bienenschule an. Verantwortlich für den Aufbau zeichnete die niederösterreichische Ökonomiegesellschaft, die Anton Janscha als geeigneten Kandidaten für das Amt des Direktors vorschlug.
In einem kaiserlichen Hofdekret vom 7. April 1770 wurde angeordnet, „(…) den in der Bienenzucht besonders erfahrenen Maler Janscha (…)“ zum K & K Lehrer der Bienenzucht zu berufen. Die neu gegründete Schule wurde in den Wiener Augarten verlegt und erhielt den Namen Theresianische Imkerschule.
Janscha dozierte über die Bienenzucht und hielt praktische Vorführungen vor Mitgliedern des Adels und des Bürgertums ab.
Er konzipierte die erste Zargenbetriebsweise, bei der die rückwärtige Wand verschoben und somit der Volksstärke angepasst werden konnte, obwohl die bewegliche Wabe damals noch vollkommen unbekannt war.
Ferner förderte er die Wanderung mit Bienen in der Buchweizentracht.

### Tätigkeit als Bienenwissenschaftler
Neben der Lehre befasste sich Janscha auch mit wissenschaftlichen Erkenntnissen über Bienen. Er entdeckte als erster Imker die im Bulbus-Abschnitt liegenden verdickten Chitinplatten, die sich als Begattungszeichen der Weisel beim Ausstülpungsvorgang während der Paarung von der Haut ablösen und ausgestoßen werden.
Janscha konnte auch nachweisen, dass die Bienenkönigin von mehreren Drohnen in der Luft befruchtet wird. Er verfasste in seinen Schriften erste Handlungsanweisungen über die Nachzucht von Weiseln und gab praktische Hinweise über die Behandlung drohnenbrütiger Völker und betrieb die sogenannte Drohnenzucht. Bei Untersuchungen über den Schwarmtrieb der Bienenvölker stellte er fest, dass der sog. Vorschwarm mit der alten Königin den Stock verlässt. Ferner erfand er eine Fangvorrichtung für entflohene Schwärme, den sog. Schwarmfängerstock.
Ebenfalls lehrte er die Königinnenzucht (Weiselzucht) und wie man mit seinem Zuchtprogramm drohnenbrütige Völker heilt. Bei der sog. Drohnenbrütigkeit ist keine begattete Königin mehr im Bienenvolk vorhanden. In einem drohnenbrütigen Volk werden unbefruchtete Eier gelegt, dies kann durch eine unfruchtbare Königin oder von sog. Afterweiseln geschehen. Dieses Vorgehen führt über einen längeren Zeitraum zum Aussterben des ganzen Volkes, weil keine Arbeitsbienen mehr hervorgebracht werden, die das Volk mit Nahrung versorgen können.
Janscha stellte bei seinen Beobachtungen fest, dass auf jeder Brutwabe eine gewisse Ordnung in der Verteilung des Honigs, des Pollens und der Brut herrscht.

## Erfinder des Krainer Bauernstockes
Janscha gilt als Erfinder des Krainer Bauernstockes, den er aus den in der Krain üblichen Horizontalbeuten entwickelte.
Das Hauptmerkmal dieses flachen Kastens war sein abnehmbares Stirnbrett. Das Bodenbrett konnte ebenfalls entnommen werden, um somit eine genaue Volksinspektion durchzuführen. Mit dieser Konstruktion konnte der Imker ins Innere des Bienenstocks schauen, ohne die Bienenwaben zu beschädigen.

## Nachwirkungen und Ehrungen
- Zwei Jahre nach seinem Tod wurde am 8. April 1775 ein Gesetz zur Förderung der Bienenzucht erlassen, um den Ausbau der österreichischen Imkerei zu fördern.
- 1781 wurde die Schule unter Kaiser Joseph II. wieder aufgelöst.
- 1787 wurde die Auszahlung von Prämien an Bienenzüchter ausgelobt, die eine größere Anzahl von Bienenvölkern zu betreuen haben.
- 1799 wurde die Anpflanzung von Bienentrachtpflanzen per kaiserliches Dekret empfohlen.
- Im Wiener Augarten wurde zu Ehren von Janscha eine Gedenktafel errichtet.
- Ihm zu Ehren legten die Vereinten Nationen den Weltbienentag auf den 20. Mai, dem Geburtstag Janschas.

## Schriften
Kurz nach seinem Tod veröffentlichte Josef Münzberg, ein Schüler von Anton Janscha, seinen schriftlichen Nachlass.
- Abhandlung vom Schwärmen der Bienen. Kurzböck, Wien 1771, (Digitalisat).
- Vollständige Lehre von der Bienenzucht. Ghelen, Wien 1775, (Digitalisat).

## Impressionen aus Janschas Erfindungen und Leistungen (Auswahl)

Janschas Erfindungen, Leistungen und Ehrungen
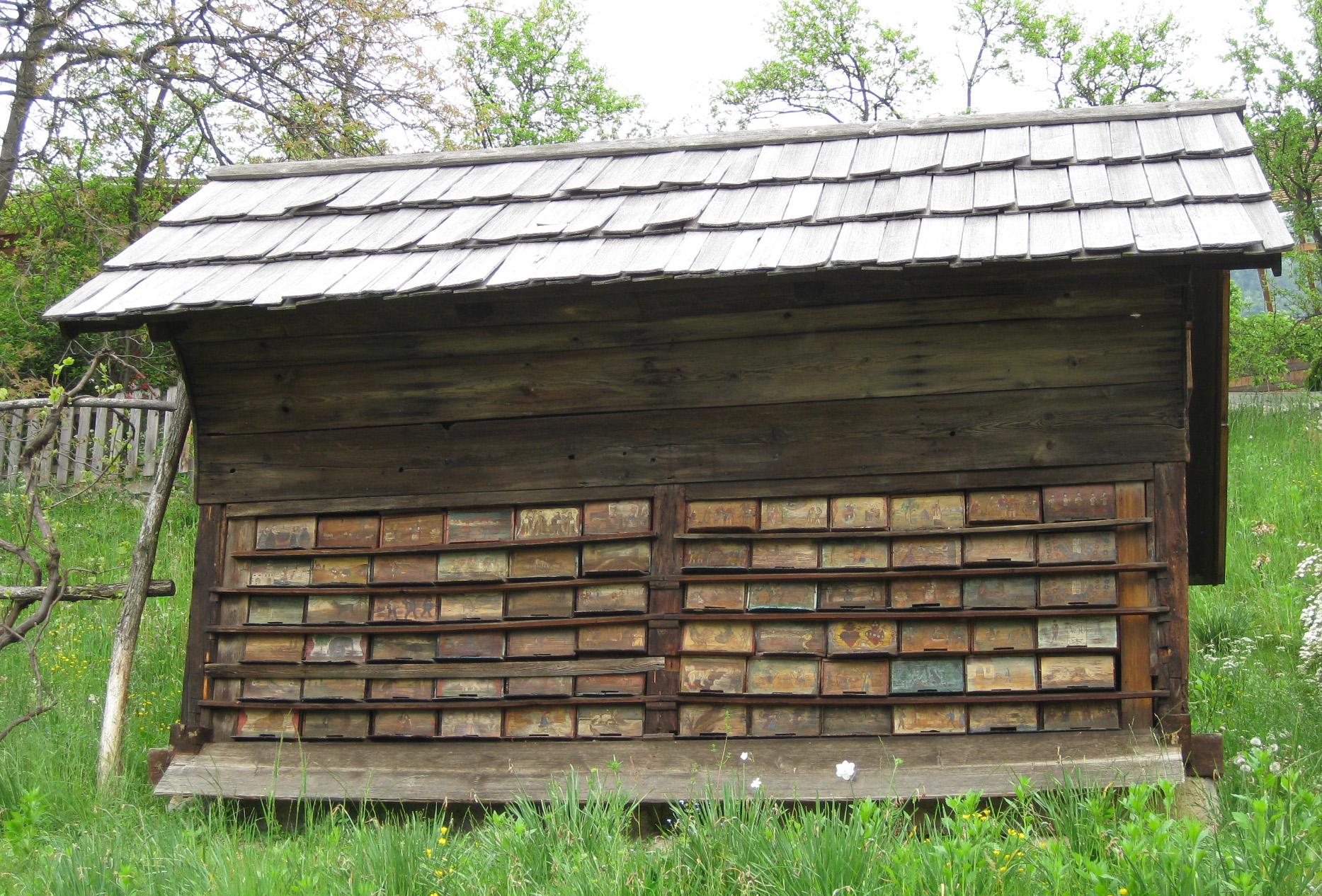
Rekonstruktion des Bienenhauses von Anton Janscha in Breznica
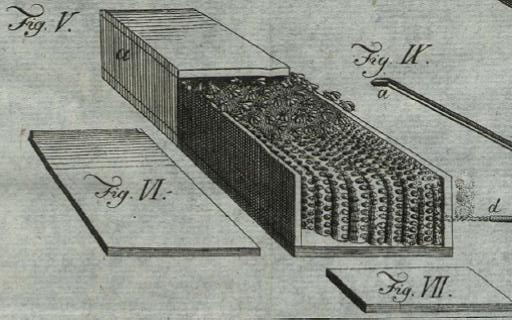
Kiste des Krainer Bauernstockes mit abnehmbaren Boden- und Stirnbrettern (Zeichnung aus der Monografie Vollständige Lehre von der Bienenzucht)
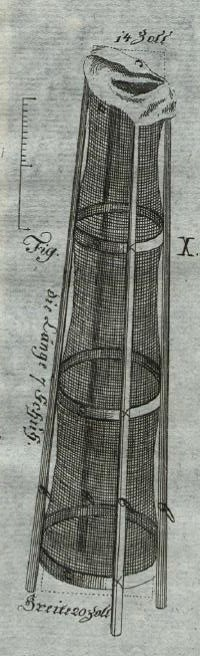
Zeichnung eines Schwarmfängerstocks aus seiner Monografie Vollständige Lehre von der Bienenzucht
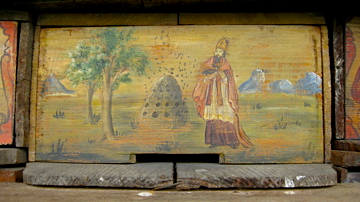
Bemaltes Stirnbrett an der Frontseite eines Krainer Bauernstockes
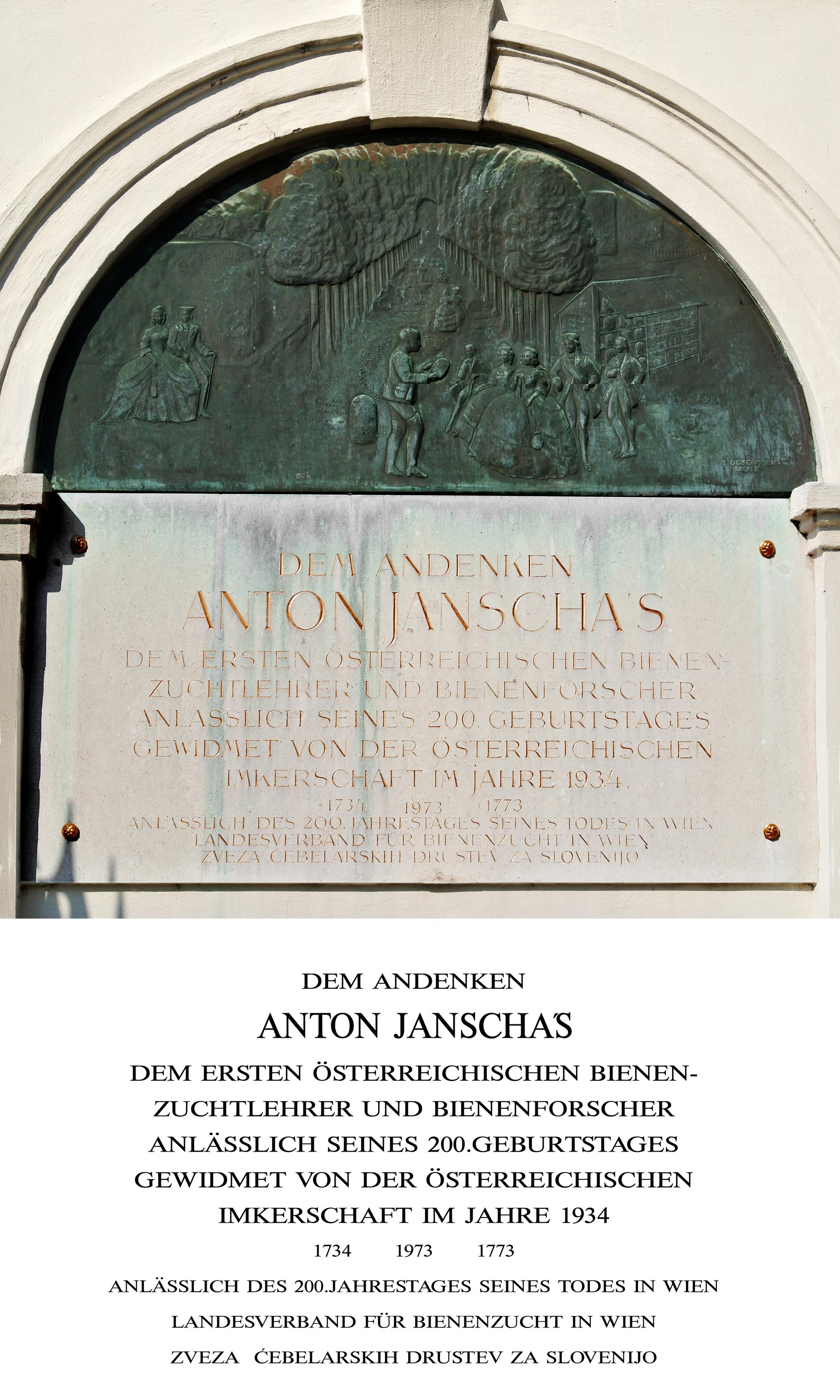
Gedenktafel für Anton Janscha. Ausgestellt im Wiener Augarten